# 無色界
無色界（むしきかい、梵: ārūpya、巴: Ārūpyadhātu）は、天部の最高部に位置し三界の一つである。欲望も物質的条件も超越し、ただ精神作用にのみ住む世界であり、禅定に住している世界。下から空無辺処・識無辺処・無所有処・非想非非想処の4つがある。
無色と名づくのは、説一切有部では色がまったく無いからといい、大衆部・化地部などは麁色なき所謂とし、経部では色の起るを妨げずをいうからといわれる。

## 無色界の禅定
無色界禅定に達した者は、受は平穏な捨（ウペッカー）が達成され、喜(Pīti)は発生しない。
1. 空無辺処  (Ākāśānantyāyatana अाकाशानन्त्यायतन or Ākāsānañcāyatana आकासानञ्चायतन)

無色界の第1天。定を抑える一切の想を滅し、虚空（Ākāśā;何もない）に果てがない（無辺; anattā）であると思惟する定[2]。
2. 識無辺処   (Vijñānānantyāyatana विज्ञानानन्त्यायतन , Viññāṇānañcāyatana विञ्ञाणानञ्चायतन , Viññāṇañcāyatana )
無色界の第2天。識（ヴィニャーナ）に果てがない（無辺）であると思惟する定[1][2]。
3. 無所有処   (Ākiṃcanyāyatana आकिंचन्यायतना , Ākiñcaññāyatana आकिञ्चञ्ञायतन)
無色界の第3天。何物も無しと思惟する定。
4. 非想非非想処  (Naivasaṃjñānāsaṃjñāyatana नैवसंज्ञानासंज्ञायतन , Nevasaññānāsaññāyatana नेवसञ्ञानासञ्ञायतन)
無色界の最高の天。非有想非無想処とも。何物も無しと思惟する定を超えて極めて昧劣な想のみが存在する定。有における天界の最上部であるため、有頂天とも呼ばれる。